# Janauaria amazonica
Janauaria amazonica är en svampart som beskrevs av Singer 1986. Janauaria amazonica ingår i släktet Janauaria och familjen Agaricaceae.   Inga underarter finns listade i Catalogue of Life.